# Haematopota amicoi
Haematopota amicoi är en tvåvingeart som beskrevs av Travassos Santos Dias 1996. Haematopota amicoi ingår i släktet Haematopota och familjen bromsar.
Artens utbredningsområde är Centralafrikanska republiken. Inga underarter finns listade i Catalogue of Life.